# 麻生美容専門学校
麻生美容専門学校（あそうびようせんもんがっこう）は、学校法人麻生塾が運営する学校の一つ。福岡県福岡市博多区博多駅南にキャンパスを置く、私立の専門学校。塾長は麻生泰。理事長は麻生健。

## 沿革
- 2002年（平成14年） - 麻生ビューティーカレッジとして創立。
- 2020年（令和2年） - 現在地に移転し、麻生美容専門学校に校名を変更。

## 概要
麻生美容で“学ぶ”ことは、
美容師として世界基準の技術を手に入れること。
世界に認められた世界トップレベルのサロンと
教育連携をした美容師養成プログラムをはじめ、
その学びを可能にする講師陣、最新設備やプロ仕様の教材。
学生一人ひとりを世界基準の美容師へと成長させるノウハウがあります。
福岡で、麻生美容で、世界基準を。
- 福岡県内唯一、TONI&GUYと教育提携校である。
- GCB教育という独自の教育も行っている。
- 就職実績や美容師国家試験は全国トップクラス。

## 学科・コース
【学科】
●美容科
●美容科通信課程
【コース】
※4つのコースがあり，2年次からコースごとに勉強する。
●ヘアデザイナーコース
●ヘアメイクアップアーティストコース　
●ブライダルスタイリストコース　
●メイク・ネイル・アイコース　